# Jérôme Carrein
Jérôme Carrein, né le 2 juillet 1941 à Cantin (Nord) et mort le 23 juin 1977 à Douai, est un criminel français.
Carrein est l'avant-dernier guillotiné de France, moins de 3 mois avant le Tunisien Hamida Djandoubi. À ce jour, il est le dernier citoyen français à avoir fait l'objet d'une exécution judiciaire en France.

## Biographie
Jérôme Carrein, né le 2 juillet 1941 à  Cantin, est alcoolique depuis son adolescence.  Illettré, il se marie à 18 ans et a cinq enfants. Il est violent et bat sa femme. Il sera décrit par les psychiatres comme « une personnalité fruste, mentalement débile et sexuellement immature ». Ouvrier du bâtiment puis valet de ferme, il contracte la tuberculose en 1972, au point d'avoir de plus en plus de difficultés pour travailler.
Il est condamné à huit mois de prison pour des faits de violences conjugales commis sur son épouse, ce qui lui vaut de faire 10 mois de prison à la maison d'arrêt de Douai-Cuincy. À la suite de son divorce, il quitte son emploi en juin 1975, devenant un semi-vagabond : il s'installe alors à Arleux, où il traîne une mauvaise réputation. Il vit dans une cabane près des marais et dans les granges l'hiver. Il est alors arrivé à un degré d'alcoolisme et de misère sociale qui le rend proche de la débilité mentale.

## Faits et enquête
Le 27 octobre 1975 à Arleux, dans la matinée, il avise la jeune Cathy Petit (née comme lui à Cantin, le 17 avril 1967), âgée de huit ans, la fille de Fernande Devimeux, propriétaire du café Ma Tante (situé au 22, rue du Bias).
Fernande Devimeux a l'habitude de faire crédit à Carrein. L'après-midi, il attend, dans ce café, que la petite fille sorte de l’école. Puis, sous prétexte d’aller chercher des appâts pour la pêche en sa compagnie, il écarte le petit frère de la victime et entraîne cette dernière vers les marais voisins, à Palluel. Là, il tente de la violer, mais l'enfant s'échappe. L'ayant rattrapée et comprenant qu'il risque d'être dénoncé, il tente de l’étrangler et la noie finalement dans une mare.
Quelques heures plus tard, il revient au café pour y commander une bière. Alors que la mère s'inquiète de l'absence de sa fille, Carrein affirme qu'il l'a laissée près du petit pont, si bien qu'il est immédiatement soupçonné. Le beau-père de Cathy le passe à tabac malgré ses dénégations mais des gendarmes le sauvent du lynchage. Arrêté le soir même et placé en garde à vue par la gendarmerie, il passe la nuit à dessoûler. Le lendemain matin, le corps de l'enfant est retrouvé dans un étang du marais à l'issue d'une battue. Jérôme Carrein est conduit sur les lieux du crime et, devant le corps de la petite fille, avoue le crime. Un juge d'instruction, Michel Defer, âgé de 27 ans et sorti de l'École nationale de la magistrature depuis moins d'un an, est désigné. Carrein reconnaît les faits, tentant parfois de les minimiser en affirmant sans convaincre qu'il n'a pas prémédité la mort de l'enfant. Inculpé pour assassinat, Carrein est incarcéré à la maison d'arrêt de Douai, où il risque la peine de mort. L'instruction ne dure que 8 mois et demi, une durée normale pour l'époque.

## Procès et condamnations
Jugé par la cour d'assises du Pas-de-Calais, à Saint-Omer, il est condamné à mort le 12 juillet 1976, à l'issue d'un délibéré d'une heure seulement. Une pétition, comportant trois cents signatures d'habitants de la région dont celle du maire communiste d'Arleux, avait demandé à la justice de prononcer la peine de mort. Seize jours plus tard, Christian Ranucci, condamné à mort pour un crime similaire, est guillotiné à la prison des Baumettes, à Marseille.
Carrein forme un pourvoi en cassation, qui aboutit en octobre suivant à la cassation de son arrêt de condamnation, sur le motif qu'une question trop complexe a été posée au jury. Il est rejugé les 31 janvier et 1er février 1977 devant les assises du Nord, à Douai. Deux semaines avant ce procès, l’assassin Patrick Henry, lui aussi meurtrier d’un enfant, a échappé à la peine de mort devant les assises de l'Aube, à Troyes. Le ressentiment de la population, ainsi que d'une partie du monde judiciaire, est très vif. L'avocat général Louis Le Flem, qui requiert la peine de mort contre l'accusé, dénonce le verdict obtenu par Robert Badinter, l'avocat de Patrick Henry, comme un « viol des consciences ». Dans un climat hostile et pour la seconde fois, Carrein est condamné à mort, au terme d'un délibéré de 55 minutes.
En prison, il apprend à lire et essaye de se sevrer de l'alcool, promettant de se racheter. Mais malgré l'évolution de l'opinion publique vis-à-vis de la peine de mort, son sort n'émeut pas.
Carrein forme de nouveau un pourvoi en cassation qui est rejeté le 30 mars. Le 22 juin 1977, Pierre Lefranc, son avocat, lui apprend que son recours en grâce est rejeté par le président Valéry Giscard d'Estaing.

## Mort
Il s'agit de la première exécution en qualité d'exécuteur en chef du bourreau Marcel Chevalier qui a été dix-huit ans aide-bourreau de deuxième classe auprès de son oncle André Obrecht. Chevalier ordonne à ses aides de commencer les préparatifs. Lui-même arrive à Douai la veille du jour prévu, accompagné de son fils Éric, 24 ans, qu'il forme en vue de sa succession.
Au matin de sa décapitation, Carrein est tout d'abord agité, il insulte le président de la République, tient des propos arabophobes mais se ressaisit vite et demande à serrer la main de tous ses gardiens. Il regrette que l'un d'eux, qu'il qualifie d'« homme le plus gentil de la terre » ne soit pas présent. Ayant refusé les secours de la religion, Carrein boit un dernier verre de cognac, lui qui n'a pas bu d'alcool depuis plusieurs mois. Puis l'homme dont la vie ne se compte désormais qu'en minutes fume une dernière cigarette. Celle-ci finie, il franchit la porte de la cour de la prison de Douai. Il est basculé et guillotiné le 23 juin 1977, à 4 h 30, par le bourreau Marcel Chevalier, à neuf jours de son 36e anniversaire. Quelques heures après, son corps est inhumé au cimetière principal de Douai.
Il fut l'avant dernier condamné exécuté, après lui, Hamida Djandoubi, sera le dernier guillotiné en France.

### Ouvrage
- Luc Briand, La Revanche de la guillotine: l'affaire Carrein, éditions Plein Jour, 2018, 176 p.

### Articles de presse
- « Jérôme Carrein, deux fois condamné à mort, et dernier exécuté du Nord » Article publié le 27 août 2006 dans La Voix du Nord.
- « Jérôme Carrein, le dernier guillotiné de la région en 1977 » Article publié le 27 août 2013 dans La Voix du Nord.
- « Il y a 38 ans, la dernière exécution d'un Français » Article de Guillaume Atchouel publié le 22 avril 2015 dans La Dépêche du Midi.
- « Il y a quarante ans, le dernier exécuté du Nord était guillotiné à Douai » Article de Julien Carpentier publié le 23 juin 2017 dans La Voix du Nord.